# Washington (Virginia Occidental)
Washington es un lugar designado por el censo ubicado en el condado de Wood en el estado estadounidense de Virginia Occidental. En el Censo de 2010 tenía una población de 1175 habitantes y una densidad poblacional de 103,53 personas por km².

## Geografía
Washington se encuentra ubicado en las coordenadas 39°14′43″N 81°39′32″O / 39.24528, -81.65889. Según la Oficina del Censo de los Estados Unidos, Washington tiene una superficie total de 11.35 km², de la cual 10.77 km² corresponden a tierra firme y (5.13%) 0.58 km² es agua.

## Demografía
Según el censo de 2010, había 1175 personas residiendo en Washington. La densidad de población era de 103,53 hab./km². De los 1175 habitantes, Washington estaba compuesto por el 97.28% blancos, el 0.17% eran afroamericanos, el 0.09% eran amerindios, el 1.11% eran asiáticos, el 0% eran isleños del Pacífico, el 0.17% eran de otras razas y el 1.19% pertenecían a dos o más razas. Del total de la población el 1.62% eran hispanos o latinos de cualquier raza.